# USS Harry Lee (APA-10)
USS Harry Lee (APA-10) – był amerykańskim unikatowym transportowcem desantowym, który wziął udział w działaniach II wojny światowej. Odznaczony siedmioma battle star.
Uczestniczył w desancie na Sycylię, Tarawę, atole Kwajalein i Majuro, zajęciu Guam (1944), lądowaniu w zatoce Lingayen, desancie na Iwo Jimę.